# Xã Tobacco, Michigan
Xã Tobacco (tiếng Anh: Tobacco Township) là một xã thuộc quận Gladwin, tiểu bang Michigan, Hoa Kỳ. Năm 2010, dân số của xã này là 2.566 người.